# Star Twinkle Pretty Cure
Star☆Twinkle Pretty Cure (jap. スター☆トゥインクルプリキュア Sutā☆Touinkuru Purikyua) – japońskie anime z gatunku mahō-shōjo, szesnasta z serii Pretty Cure, której autorem jest Izumi Tōdō. Serial będzie miał swoją premierę w lutym 2019 roku. Jest kolejną serią po Hugtto! Pretty Cure. Głównymi motywami są kosmos i astrologia.

## Fabuła
Świat Gwiaździstego Nieba (星空 界, Hoshizora-kai) jest domem dla dwunastu Gwiezdnych Księżniczek opartych na znakach Zodiaku i utrzymujących porządek we wszechświecie. Ale kiedy Notraerzy atakują Gwiezdny Pałac, księżniczki rozpraszają się po wszechświecie jako kolorowe pióra księżniczki. Starając się ożywić księżniczki i uchronić wszechświat przed pożarem w ciemności, kosmitki Lala i Prunce podróżują z wróżką Fuwa do Mihoshi Town (観 星 町, Mihoshi-chō) na Ziemi, gdzie spotykają Hikaru Hoshinę. Otrzymując wisiorek w kształcie gwiazdy i jeden z długopisów w kolorze gwiazdy, Hikaru zmienia się w legendarną PreCure, Cure Star. Hikaru wraz z Lalą i dwiema dziewczynami, Eleną i Madoką, a także zmiennokształtnym kosmitą przypominającym kota, Yuni, prowadzi Star PreCure Twinkle Star, starając się ożywić Gwiezdne Księżniczki i walczyć z Notraiderami.

## Postacie

### Pretty Cure

#### Hikaru Hoshina(星奈ひかる)/Cure Star(キュアスター)
Hikaru jest kreatywną i ciekawą świata uczennicą drugiej klasy gimnazjum, która kocha konstelacje i kosmos. Może być uparta, kiedy będzie badać cokolwiek, co ją interesuje całkowicie i działa na intuicję.